# Кривенко Володимир Михайлович
Володимир Михайлович Криве́нко (нар. 25 липня 1957, Київ) — український живописець; член Київської організації Спілки художників України з 1988 року.

## Біографія
Народився 25 липня 1957 року в місті Києві (нині Україна). Син художника Михайла Кривенка. Закінчив Луганське державне художнє училище; 1982 року — Київський художній інститут; 1988 року — аспірантуру Академії мистецтв СРСР. Був учнем Сергія Григор'єва, Василя Гуріна, Олдександра Лопухова.
Мешкає у Києві в будинку на вулиці Тростянецькій, № 3.

## Творчість
Працює у галузі стануового живопису, створює переважно пейзажі, а також картини історичної тематики, портрети. Серед робіт:
- «На вічну вірність» (1982);
- «Та, яка заходить» (1987);
- «1921 рік» (1987);
- «Тихий вечір» (1987);
- «Повертаються» (1988);
- «На рейді» (1988);
- «На етюдах» (1988);
- «Цирк» (1989);
- «Байди» (1989);
- «Земля» (1990);
- «Хотин» (1991);
- «Квіти збирають» (1995);
- «Селище» (2005);
- «Зустріч» (2005);
- «Куточок старої Феодосії» (2005);
- «На Азові» (2005);
- «Седнів увечері» (2006);
- «Рибачка» (2007);
- «Рожевий світанок» (2008);
- «Лілії вранці» (2009).

Бере участь у всеукраїнських мистецьких виставках з 1981 року, міжнародних — 1988 року. Персональна виставка відбулася у Києві у 2008 році.
Окремі твори зберігаються у Вінницькому художньому музеї, Ставищенському краєзнавчому музеї, Музеї історії Корсунь-Шевченківченківської битви, фондах Міністерства культури та інформаційної політики України та в приватних зібраннях Ізраїлю, Франції, Німеччини, США, Канади, Польщі, Англії, Швейцарії.